# Палымбетов, Болат Абылкасымович
Болат Абылкасымович Палымбетов (каз. Болат Әбілқасымұлы Палымбетов; род. 28 июля 1961, Чиили, Казахская ССР) — казахстанский государственный деятель.
Происходит из племени найман.

## Образование
В 1984 году окончил Казахский политехнический институт им. Ленина, получив специальность «инженер-системотехник».
В 1998 году окончил Евразийский институт рынка, получив специальность «экономист».
Кандидат экономических наук (2002). Тема диссертации: «Региональный менеджмент: состояние и проблемы повышения эффективности» (на материалах Атырауской области).

## Трудовая деятельность
- 1978—1984 гг. — слесарь управления «Райсельхозтехники».
- 1984—1990 гг. — Инженер-программист, заведующий отделом вычислительного центра Государственного комитета по делам издательства.
- 1990—1991 гг. — Заместитель председателя МПК «Кайсар», заведующий отделом прикладных исследовании РЦСИ.
- 1991—1992 гг. — Председатель МФ «Жастар».
- 1992—1993 гг. — Заместитель директора МП «Олжа», начальник экономического отдела Алма-Атинского горкома по делам молодежи.
- 1993—1997 гг. — Директор страховой фирмы «Астана-Полис», управляющий ИПФ «Астана-Инвест».
- 1997—1998 гг. — Президент корпорации «Астана-Холдинг».
- 1998—1999 гг. — Заместитель председателя правления ОАО «Народный сберегательный банк Казахстана».
- 1999—2001 гг. — Заместитель акима Атырауской области.
- 2001 год — Вице-министр экономики и торговли РК, генеральный директор ЗАО «Казтрансойл», заместитель генерального директора НК «Транспорт нефти и газа».
- 2002—2006 гг. — Аким Мангистауской области.
- 2006—2007 гг. — Вице-министр экономики и бюджетного планирования РК.
- 2007 год — Председатель совета директоров АО «Меркурий», и АО «КазПетроМаш».
- 2007—2010 гг. — Председатель правления АО НК "СПК «Каспий».
- 2010—2011 гг. — Заместитель председателя правления, управляющий директор АО НК «КазМунайГаз».
- С 2011 года — Председатель правления АО "Фонд недвижимости «Самрук-Казына».
- С 21 февраля 2016 года по 2020 год — Уполномоченный по защите прав предпринимателей Казахстана[2].

Дядя: Полимбетов, Сейтжан

## Награды
- Орден «Курмет» (2005)
- Орден «За заслуги» III степени (2 марта 2004, Украина) — за значительный личный вклад в развитие украинско-казахских культурных отношений, активную деятельность в сохранении и популяризации творческого и духовного наследия Т. Г. Шевченко в Республике Казахстан[3]
- Орден святого благоверного князя Даниила Московского II степени (2004)